# Luis Peña Gantxegi

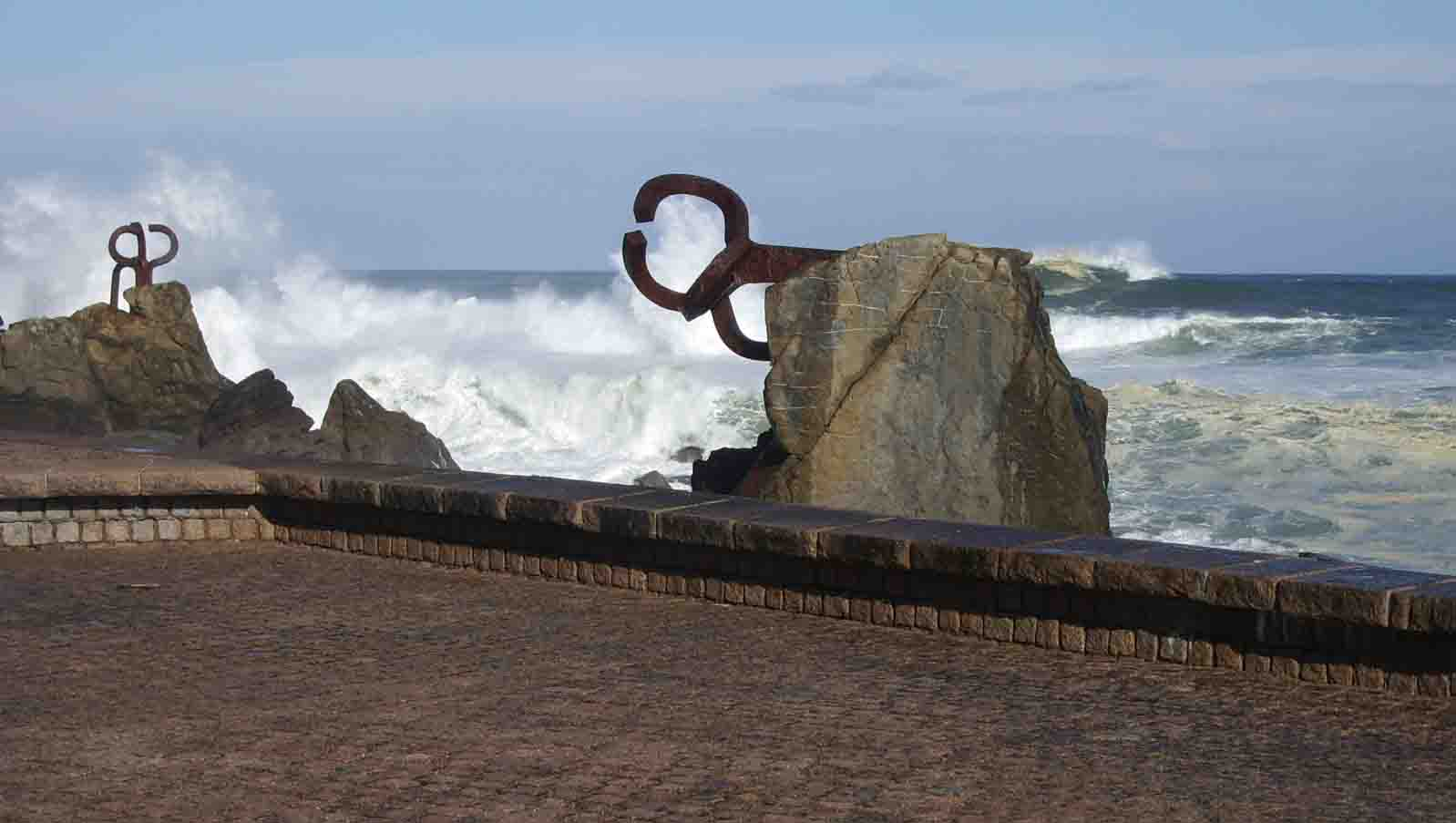
Vista del Pinta del Vent, Sant Sebastià.

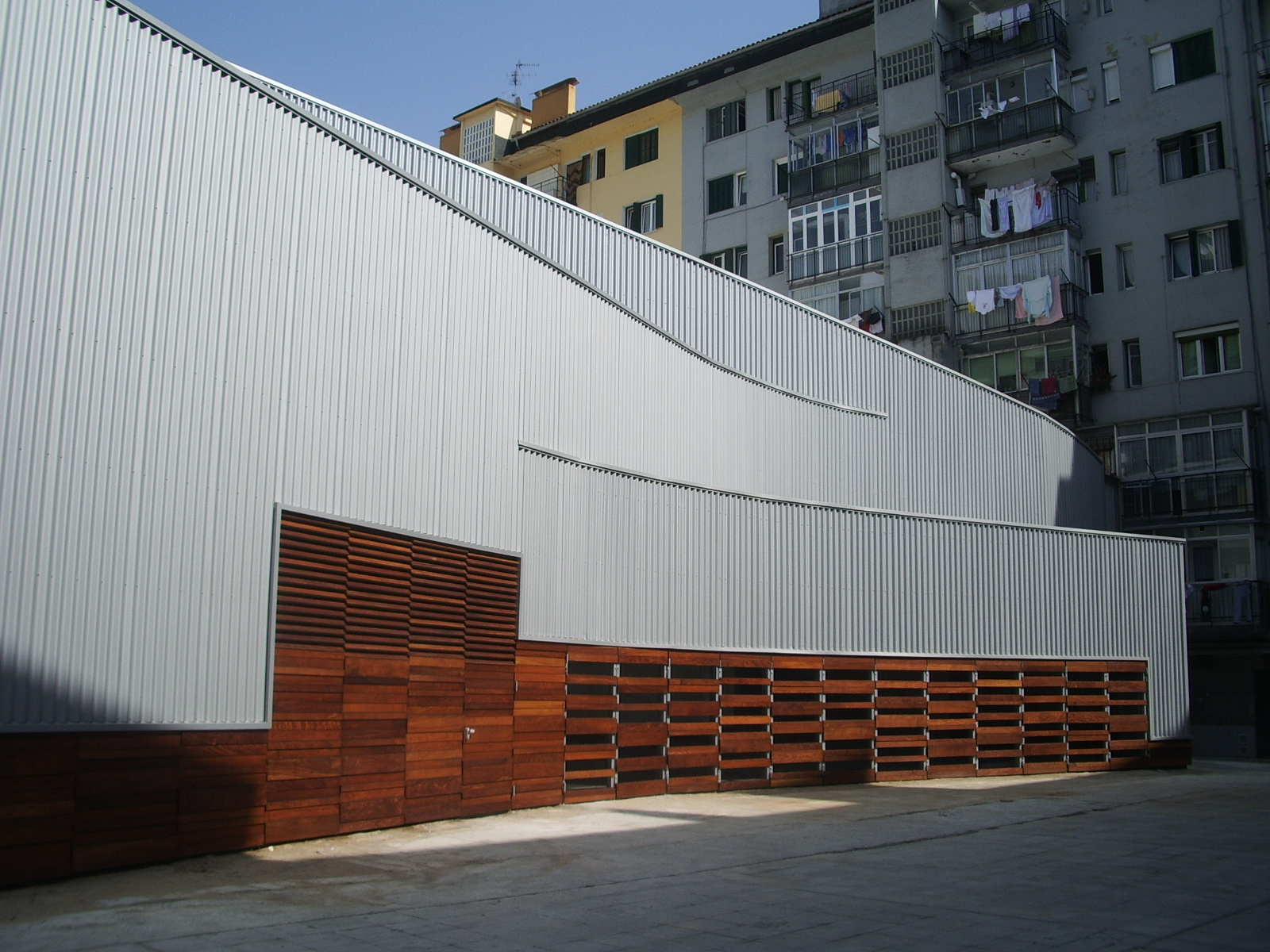
Leidor Zinemaren atzealdea, Tolosa.

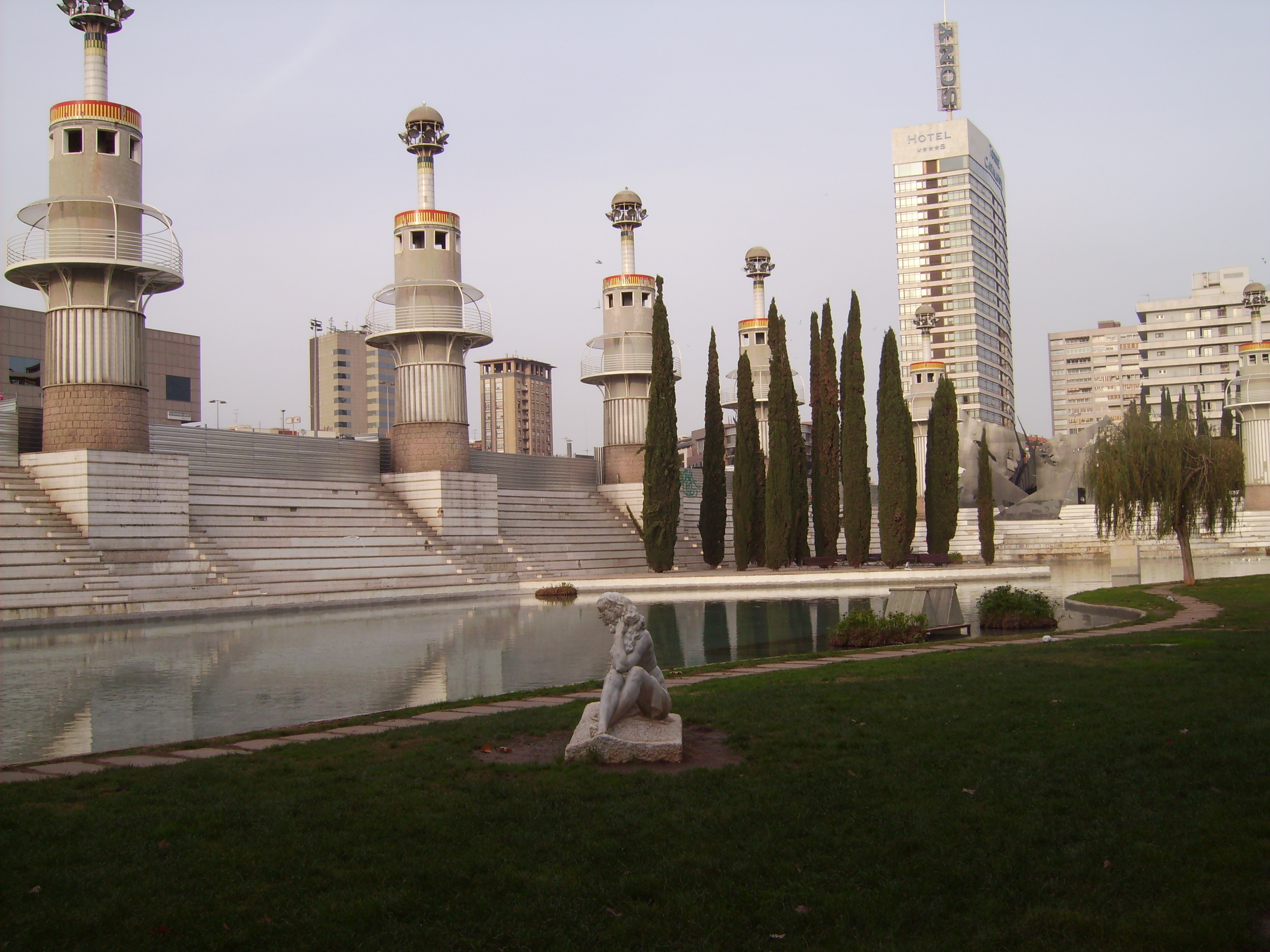
Vista del Parc de l'Espanya Industrial, Barcelona.

Luis Peña Gantxegi (Oñati, Guipúscoa, 29 de març de 1926 - Sant Sebastià, 2 d'abril de 2009) fou un arquitecte basc. És considerat com un dels introductors de l'arquitectura contemporània a Espanya.

## Trajectòria
Va estudiar Arquitectura a l'Escola Tècnica Superior d'Arquitectura de Madrid, titulant-se el 1959. Des de 1976 es va dedicar a la docència, primer a Barcelona i després a Sant Sebastià, en l'Escola de la qual va ser catedràtic des de 1982 i sotsdirector des de 1983.
Des de 1959 ha treballat en nombrosos projectes, la majoria al país basc, com el Centre Kursaal, construït a Sant Sebastià en 1989.
La seva obra més coneguda va ser la Pinta del Vent, construït juntament amb Eduardo Chillida, amb qui també va realitzar la Plaça dels Furs de Vitòria. Entre les seves últimes obres figura la reforma de plaça Pasai Donibane (Guipúscoa), premiada pel Col·legi Oficial d'Arquitectes Basco-Navarrès en 2007.

## Reconeixements
- 1999: Premi Antonio Camuñas d'Arquitectura, concedida per la seva trajectòria professional.[3]
- 2004: Medalla d'Or de l'Arquitectura, concedida pel Consell Superior dels Col·legis d'Arquitectes d'Espanya.[4]
- 2007: Premi COAVN d'Arquitectura al millor disseny urbà i paisatgisme.[5]